# ノドグロツグミ
ノドグロツグミ（喉黒鶫、Turdus ruficollis）は、スズメ目ツグミ科ツグミ属に分類される鳥類。
和名の由来は、喉が黒いことより。ただし、実際は喉が赤っぽい個体（亜種）の方が多いとされる。

## 分布
シベリア、中央アジア方面で繁殖し、冬期は西アジアから、インド、東南アジア、中国西部に渡り越冬する。
日本では迷鳥として、北海道、本州、南西諸島で記録がある。日本海側で比較的よく記録される。

## 亜種
日本で記録されたのは、次の2亜種である。
- ノドグロツグミ（T.r.atrogularis）

西シベリア低地、中央アジアで繁殖、西アジアから、インド、バングラデシュで越冬。
- ノドアカツグミ（T.r.ruficollis）

東シベリアで繁殖、インド北東部、ミャンマー北部、中国西部で越冬。